# Pedro de Écija
San Pedro de Écija es un santo de la Iglesia católica.

## Biografía
Nacido en la localidad sevillana de Écija. Se trasladó a la cercana  Córdoba junto a Walabonso que era paisano de Pedro,  para instruirse en las enseñanzas del abad Frugelo. Tras su ordenación de sacerdote, llevó la dirección del desaparecido monasterio de Santa María de Cuteclara de Córdoba. Se retiró al célebre monasterio de Tábanos en unión de sus compañeros Habencio, Jeremías, Sabiniano, Walabonso y Wistremundo.
Tras conocer la muerte de Isaac y Sancho, bajó junto a sus cinco compañeros para que reconociera su culpa y pidiera perdón, reconociendo los cuatro su verdadera fe desde el primer momento; esto hizo enfadar al cadí que mandó su detención y su castigo. Pedro fue el primero en morir, siendo colgado su cuerpo junto al de sus compañeros. Ocurrió el 7 de junio de 851, día que conmemora la Iglesia. Cinco días más tarde los árabes descolgaron sus cuerpos, junto a los de Isaac y Sancho y los arrojaron al río.
Se le considera uno de los 48 Mártires de Córdoba recogidos por San Eulogio.